# Traffic (gruppo musicale)
I Traffic sono stati un gruppo musicale rock inglese, i cui membri erano tutti originari delle Midlands Occidentali, regione contenente la seconda città più popolata dell'Inghilterra, Birmingham.

## Storia

### Fondazione e primi successi

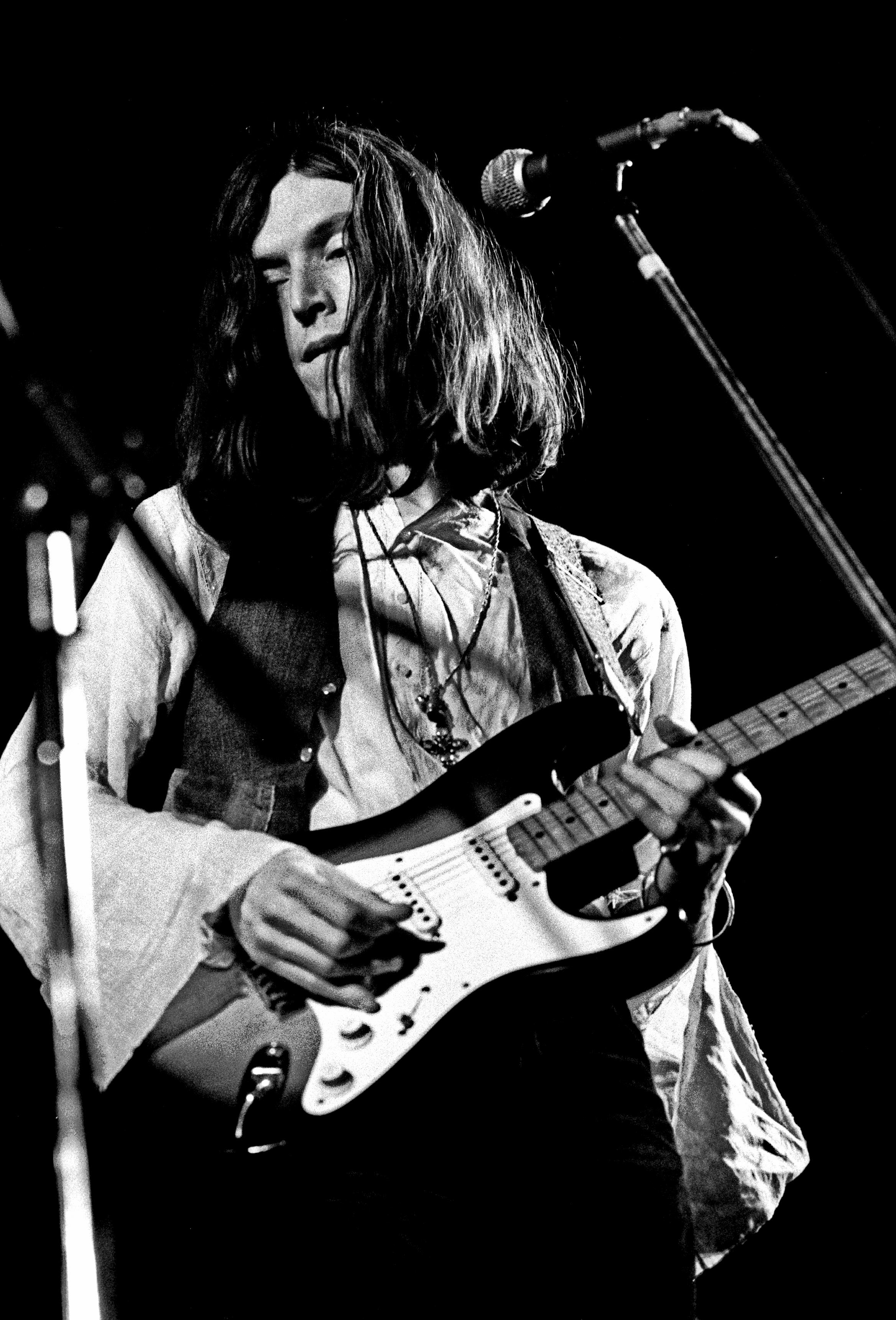
Steve Winwood, 1973

Il gruppo si forma nell'aprile del 1967 sul palco del locale The Elbow Room di Birmingham, dove hanno luogo una serie di jam sessions, che vedono coinvolti quattro giovani musicisti, decisi ad unire i propri talenti: Steve Winwood (Birmingham, 12 maggio 1948), appena uscito all'apice della popolarità dallo Spencer Davis Group, Jim Capaldi (Evesham nel Worcestershire, 2 agosto 1944), ex Deep Feeling, Chris Wood (Birmingham, 24 giugno 1944) reduce dai Locomotive, ed infine Dave Mason (Worcester, 10 maggio 1946).
Forte di un totale sostegno economico da parte di Chris Blackwell, proprietario dell'allora nascente Island Records, che il successo del complesso contribuirà decisamente a rendere una delle più note etichette discografiche al mondo, per alcuni mesi il quartetto si ritira a soggiornare in un cottage presso Aston Tirrold, una località nel Berkshire, dove potersi tranquillamente concentrare sulla propria musica.
Le primissime uscite discografiche dei Traffic sono i singoli Paper Sun (pubblicato il successivo 1º giugno), che salirà fino al quinto posto nella Official Singles Chart britannica, Hole in My Shoe (6 settembre), composto e cantato da Mason, futuro secondo posto nella Official Singles Chart, e ritenuto una delle migliori espressioni musicali della Summer of Love, e Here We Go Round the Mulberry Bush (novembre), tratto dalla colonna sonora del film omonimo: tutti e tre all'insegna del rock psichedelico, influenzato dai Beatles. Per creare certe atmosfere sonore la band ricorre anche all'uso di strumenti, al tempo pionieristici per il pop, come il mellotron e l'harpsichord (clavicembalo elettrico), il sitar (suonato da Mason) e svariati altri strumenti etnici. Inoltre dal vivo i quattro si esibiscono in lunghe jam, che concedono molto spazio solistico a ciascun componente, nonché tendenti ad incorporare nella loro musica concezioni esecutive ispirate all'improvvisazione jazz, pratiche artistiche anch'esse piuttosto in anticipo sui tempi in ambito pop.
Nel dicembre dello stesso anno esce il loro LP d'esordio Mr. Fantasy, che viene pubblicato circa un mese dopo come Heaven Is in Your Mind in USA: quest'ultima versione include anche i primi tre singoli, esclusi invece dall'edizione britannica, ed ha un diverso ordine di scaletta. L'album ottiene un notevole riscontro di pubblico e critica, inoltre contiene una composizione destinata a diventare un brano "simbolo" degli anni sessanta, da diversi critici ritenuto una fonte d'ispirazione addirittura per Hey Jude dei Fab Four: Dear Mr. Fantasy.

### Crisi, primo scioglimento e collaborazioni varie

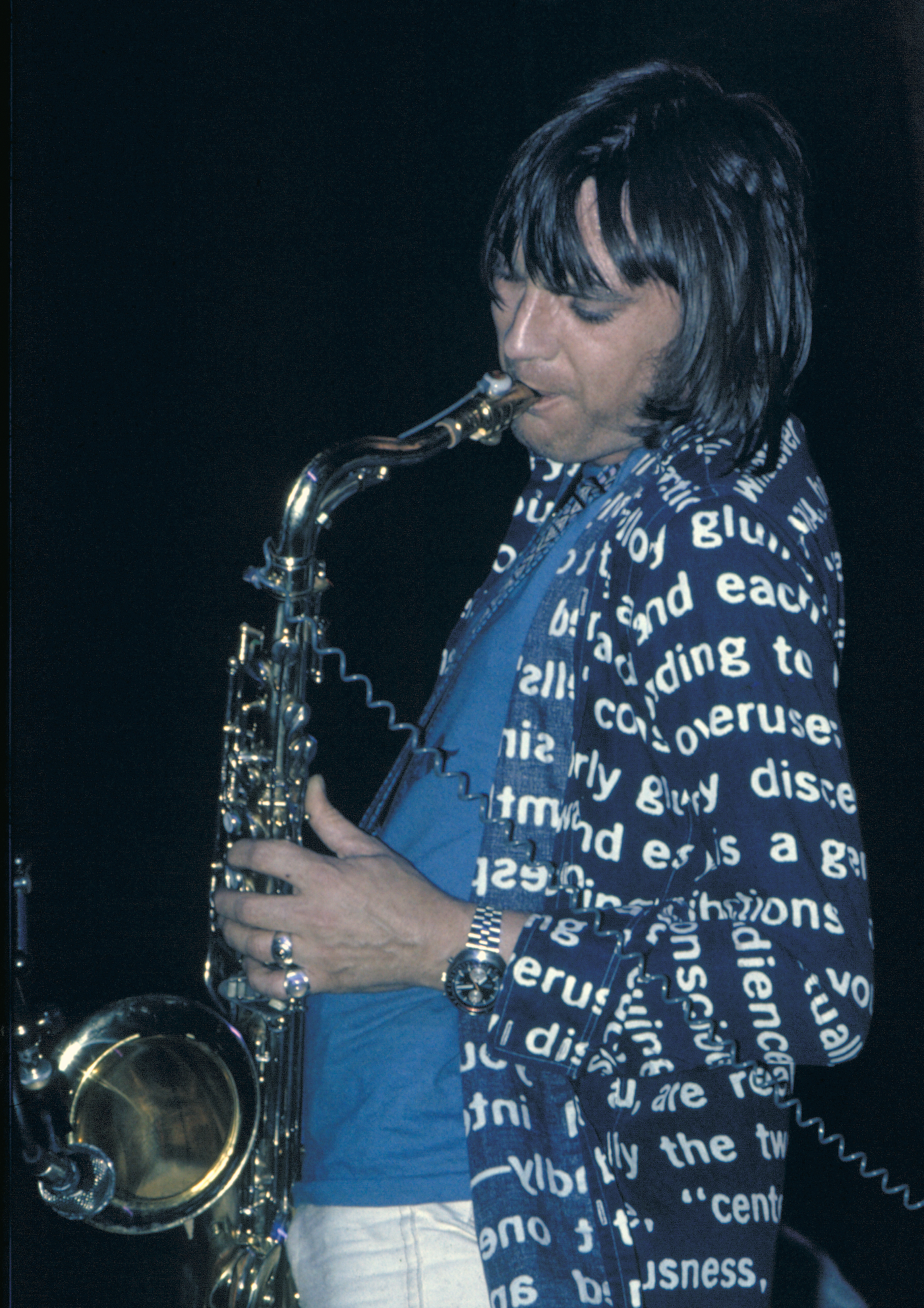
Chris Wood, 1974

Nello stesso mese, trovandosi in disaccordo con gli altri componenti sulla direzione musicale da intraprendere, le sue scelte infatti sono indirizzate verso contenuti musicali meno distanti dalla musica da classifica rispetto a quelli privilegiati dai compagni, ed insofferente al prevalere della leadership di Winwood, Mason esce dalla band.
Nel maggio del 1968 viene richiamato momentaneamente in formazione, perché aggiunga materiale di suo pugno, onde riuscire a completare il nuovo disco Traffic. Il contributo compositivo del chitarrista consisterà in una collaborazione con Capaldi (Vagabond Virgin), più quattro brani scritti in autonomia, tra di essi sono degni di nota You Can All Join In, che diventerà un successo sul mercato europeo, ma soprattutto la celebre Feelin' Alright; inoltre in entrambi la voce solista è sua.
Dopo il nuovo abbandono di Mason (ottobre successivo), che si trasferirà negli Stati Uniti, dove avrà una carriera di notevole successo negli anni settanta, la band non sopravvive a lungo, e poco prima dello scioglimento esce Last Exit (1969), lavoro che mescola rarità e inediti, con due tracce registrate in concerto.
Subito dopo la separazione, Winwood con Eric Clapton, Ginger Baker e Ric Grech fonda i Blind Faith, supergruppo dalla breve vita, e di cui verrà pubblicato un solo album omonimo di studio nel 1969; quindi nel gennaio del 1970 si unisce a Baker e ai concittadini Trevor Burton e Denny Laine nel gruppo jazz rock Air Force, coi quali incide il loro primo album omonimo, dove figurano pure i contributi di Grech, Wood, Graham Bond, Phil Seaman, Harold McNair, Jeanette Jacobs e di Remi Kabaka.
Dal canto loro, gli altri tre Traffic si associano con Mick Weaver formando i Wooden Frog, anch'essi presto scioltisi (marzo 1969).

### John Barleycorne il successo internazionale

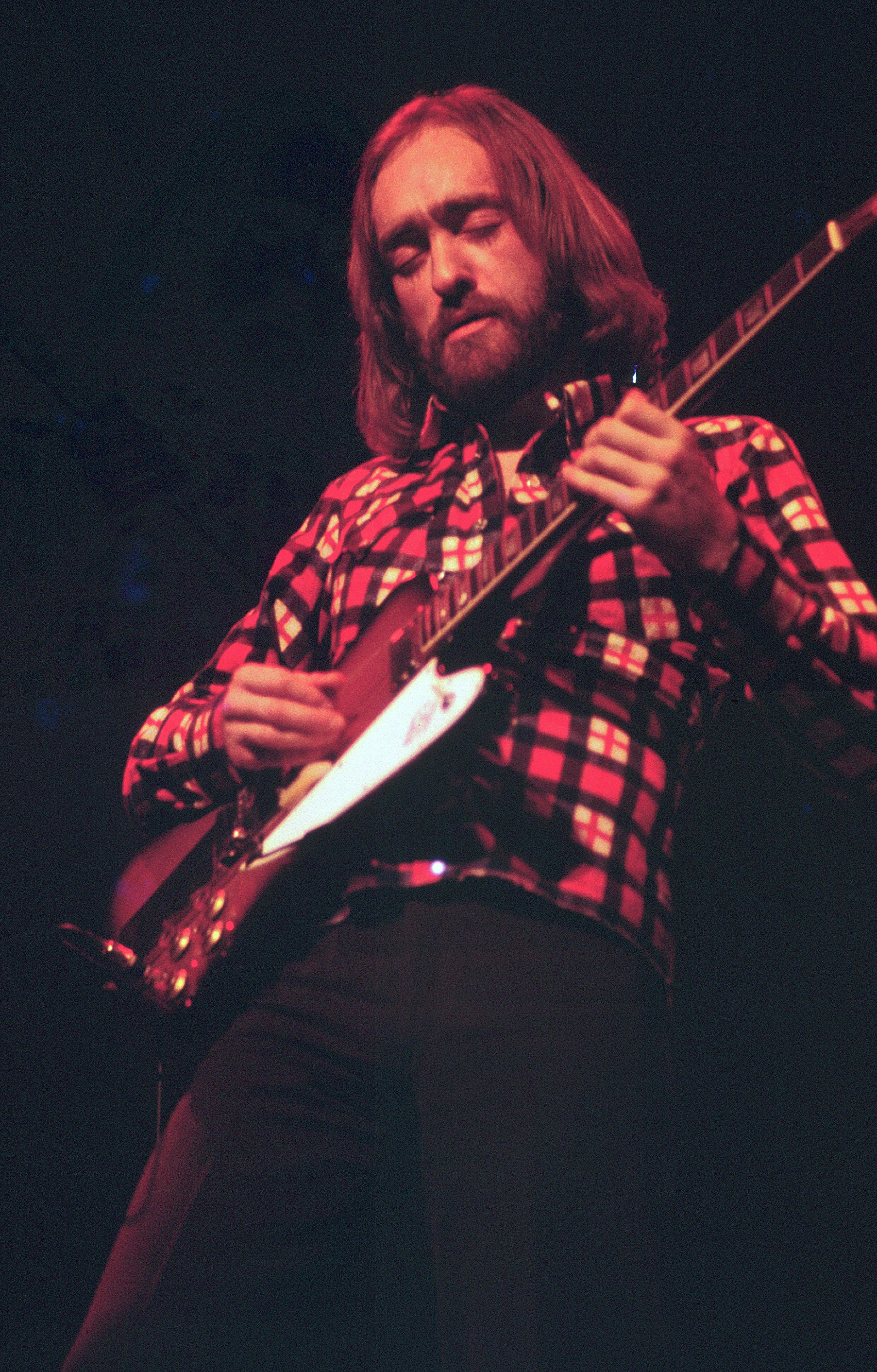
Dave Mason, 1974

Capaldi e Wood si ricongiungono a Winwood nel 1970, per realizzare l'album forse più rappresentativo della band, per i notevoli consensi di critica e pubblico ottenuti, ovvero John Barleycorn Must Die, inizialmente previsto come esordio solista del cantante e tastierista, col titolo di Mad Shadows: diventerà il loro primo Disco d'oro.
Nel 1971 il gruppo effettua una tournée britannica, sei date della quale sono caratterizzate dal temporaneo ritorno di Mason; dai nastri incisi nelle loro esibizioni verrà ricavato il live Welcome to the Canteen.
Seppur variando il genere musicale da cui erano partiti, i Traffic registrano album come The Low Spark of High Heeled Boys del 1972, in cui compare Ric Grech, Shoot Out at the Fantasy Factory del 1973 e On the Road, ancora dal vivo.

### Secondo scioglimento, reunion e anni recenti
Dopo la pubblicazione di When the Eagle Flies (1974) la band si scioglie; dopo circa un ventennio Winwood e Capaldi si riuniscono, rispolverando la vecchia denominazione. I due dedicano a Chris Wood, scomparso undici anni prima, il nuovo lavoro Far from Home (1994), che promuovono con un breve tour, nel quale figura pure la loro partecipazione all'edizione del venticinquennale di Woodstock.
Nel 2004, i Traffic vengono inseriti nella Rock and Roll Hall of Fame. Il 2005 vede nel gennaio la morte di Jim Capaldi e nel novembre la pubblicazione del doppio live The Last Great Traffic Jam (il titolo sfrutta un gioco di parole inglese: "traffic jam" significa in italiano "ingorgo automobilistico") che contiene brani dal tour del 1994.

## Stile musicale
Formazione centrata sulla figura di Steve Winwood (autore al tempo che ha firmato i successi Gimme Some Lovin' e il blues-rock I'm a Man, incisi con lo Spencer Davis Group), a differenza di molti gruppi a loro contemporanei i Traffic sono difficilmente catalogabili in un preminente genere musicale specifico dato che, per la loro versatilità e le differenti predilezioni musicali, nel tempo esplorarono generi e stili diversi.
Esordirono esibendo uno stile inizialmente basato sul rock psichedelico che mescolava assieme blues, folk, rock, rhythm and blues e pop. La loro ricerca toccò volta a volta il rock progressivo e il blues di Dear Mr. Fantasy, il folk-jazz di 40,000 Headmen, il soul di Feelin' Alright, fino a John Barleycorn Must Die. Nell’album che viene considerato una delle vette compositive del gruppo, i Traffic spaziano con duttilità fra le sonorità più varie: dal brano introduttivo Glad, in cui pianoforte e sax alternano jazz, rock psichedelico, funky e rhythm and blues, alle tinte di barocchismo di Freedom Rider, al pop rock di Stranger to Himself, al soul e al blues di Empty Pages, alla magia delle melodie folk britanniche presente nella title track, al tormentato rhythm and blues di Every Mother’s Son. Per proseguire con l'album When the Eagle Flies nel quale spicca il funk di Walking in the Wind, e poi ancora con il pop rock dell’ultimo album Far from Home. Un punto di svolta fu l'abbandono di Dave Mason, evento che spostò l'attenzione del gruppo verso il jazz e il soul.

## Discografia

### Album in studio
- 1967 - Mr. Fantasy (Island/United Artists/Polydor)
- 1968 - Traffic (Island/United Artists)
- 1969 - Last Exit (Island/United Artists)
- 1970 - John Barleycorn Must Die (Island/United Artists/Polydor)
- 1971 - The Low Spark of High Heeled Boys (Island)
- 1973 - Shoot Out at the Fantasy Factory (Island)
- 1974 - When the Eagle Flies (Island)
- 1994 - Far from Home (Virgin)

### Album dal vivo
- 1971 - Welcome to the Canteen (Island/United Artists)
- 1973 - On the Road (Island)
- 2005 - The Last Great Traffic Jam (Epic)

### Raccolte
- 1975 - Heavy Traffic (United Artists Records)
- 2000 - Feelin' Alright: The Very Best of Traffic (Island)
- 2002 - The Collection (Spectrum)
- 2003 - The Best of Traffic - The Millennium Collection

## Formazione

### Classica
- Steve Winwood - voce, tastiere, chitarra, basso (1967–1969, 1970–1974, 1994)
- Barry Beckett - organo, piano (1970-1973; morto nel 2009)
- Ric Grech - basso (1970-1972; morto nel 1990)
- Chris Wood - flauto, sassofono (1967-1969, 1970-1974; morto nel 1983)
- Jim Capaldi - batteria, percussioni, voce (1967-1969, 1970-1974, 1994; morto nel 2005)

### Altri membri
- Dave Mason - chitarra, voce (1967-1968)
- Jim Gordon - batteria (1971-1972)
- David Hood - basso (1972-1973)
- Roger Hawkins - batteria (1972-1973; morto nel 2021)
- Rosko Gee - basso (1974, 1994)
- Michael McEvoy - tastiere, chitarra, viola, armonica a bocca (1994)
- Randall Bramblett - flauto, sassofono (1994)
- Walfredo Reyes Jr - batteria, percussioni (1994)